# شمع (صور)
شمع هي إحدى القرى اللبنانية من قرى قضاء صور في محافظة الجنوب.
وتبع لها قلعة شمع العاملية.